# Karl-Josef Assenmacher
Karl-Josef Assenmacher (* 30. Mai 1947) ist ein ehemaliger deutscher Fußballschiedsrichter.
Der in Hürth wohnhafte Assenmacher leitete  zwischen 1978 und 1994 insgesamt 153 Bundesligaspiele und zwischen 1976 und 1994 99 Begegnungen der Zweiten Liga. Von 1983 bis 1993 war er FIFA-Schiedsrichter. Er leitete 12 A-Länderspiele und 18 Europacupspiele, darunter zum Abschluss seiner internationalen Karriere das Finale im Europapokal der Pokalsieger 1993.
Assenmacher, der für den TTC Mersch Pattern bei Aldenhoven spielt, gewann 2003 die World Senior Games im Tischtennis.